# Anoplodactylus nanus
Anoplodactylus nanus is een zeespin uit de familie Phoxichilidiidae. De soort behoort tot het geslacht Anoplodactylus. Anoplodactylus nanus werd in 2008 voor het eerst wetenschappelijk beschreven door Krapp, Kocak & Katagan. 